# Comté d'Allen (Kansas)
Pour les articles homonymes, voir Comté d'Allen.
Le comté d’Allen est l’un des 105 comtés de l’État du Kansas, aux États-Unis. Il a été fondé le 25 août 1855.
Siège et plus grande ville : Iola.

## Géolocalisation
| Comté de Coffey  | Comté d’Anderson | Comté de Linn    |
| Comté de Woodson | Comté de Allen   | Comté de Bourbon |
| Comté de Wilson  | Comté de Neosho  |                  |